# 310省道 (福建省)
310省道，又名联二线，是中华人民共和国福建省的省道之一。
310省道路线起点位于福州市福清市东张镇，途经莆田市涵江区、仙游县、泉州市德化县、永春县，终于龙岩市漳平市象湖镇。